# Gare de Nesle (Somme)
Pour les articles homonymes, voir Gare de Nesle.
La gare de Nesle (Somme) est une gare ferroviaire française de la ligne d'Amiens à Laon, située à 2 000 m au sud du centre ville de Nesle, dans le département de la Somme, en région Hauts-de-France.
Elle est mise en service en 1867, par la Compagnie des chemins de fer du Nord.
C'est une gare de la Société nationale des chemins de fer français (SNCF), desservie par des trains TER Hauts-de-France.

## Situation ferroviaire
Établie à 80 m d'altitude, la gare de Nesle (Somme) est située au point kilométrique (PK) 46,893 de la ligne d'Amiens à Laon, entre les gares ouvertes de Chaulnes, dont elle est séparée par la halte fermée de Curchy-Dreslincourt, et de Ham (Somme), dont elle est séparée par la gare fermée de Hombleux. 
Elle dépend de la région ferroviaire d'Amiens. Elle dispose de deux voies principales (V1 et V2) et deux quais d'une « longueur continue maximale » (longueur utile) : de 162 m pour le quai 1 et 175 m pour le quai 2.

## Histoire
La Compagnie des chemins de fer du Nord met en service la section d'Amiens à Ham et la gare de Nesle, le 1er juillet 1867. L'inauguration ayant lieu le lendemain 2 juillet.
La gare est détruite pendant la Première Guerre mondiale,,,.

## Service des voyageurs

### Accueil
Gare SNCF, elle possède un bâtiment voyageurs, avec guichet, ouvert tous les jours. Elle est équipée d'automates pour l'achat de titres de transport.
Une passerelle permet le passage d'un quai à l'autre.

### Desserte
Nesle est desservie par des trains régionaux TER Hauts-de-France qui effectuent des missions entre les gares d'Amiens et de Tergnier ou de Laon. En 2009, la fréquentation de la gare était de 237 voyageurs par jour.

### Intermodalité
Un parking pour les véhicules est aménagé. La gare est desservie par la ligne 676 du réseau interurbain de l'Oise.